# Уэстмит
Уэ́стмит (За́падный Мит; ирл. An Iarmhí; англ. Westmeath) — графство в центре Ирландии. Входит в состав провинции Ленстер на территории Республики Ирландии. Административный центр — Маллингар, крупнейший город — Атлон. Население 86 164 человек (17-е место среди графств Республики Ирландия; данные 2011 г.).

## География
Площадь территории 1840 км² (17-е место).